# Steve Jones (musiker)

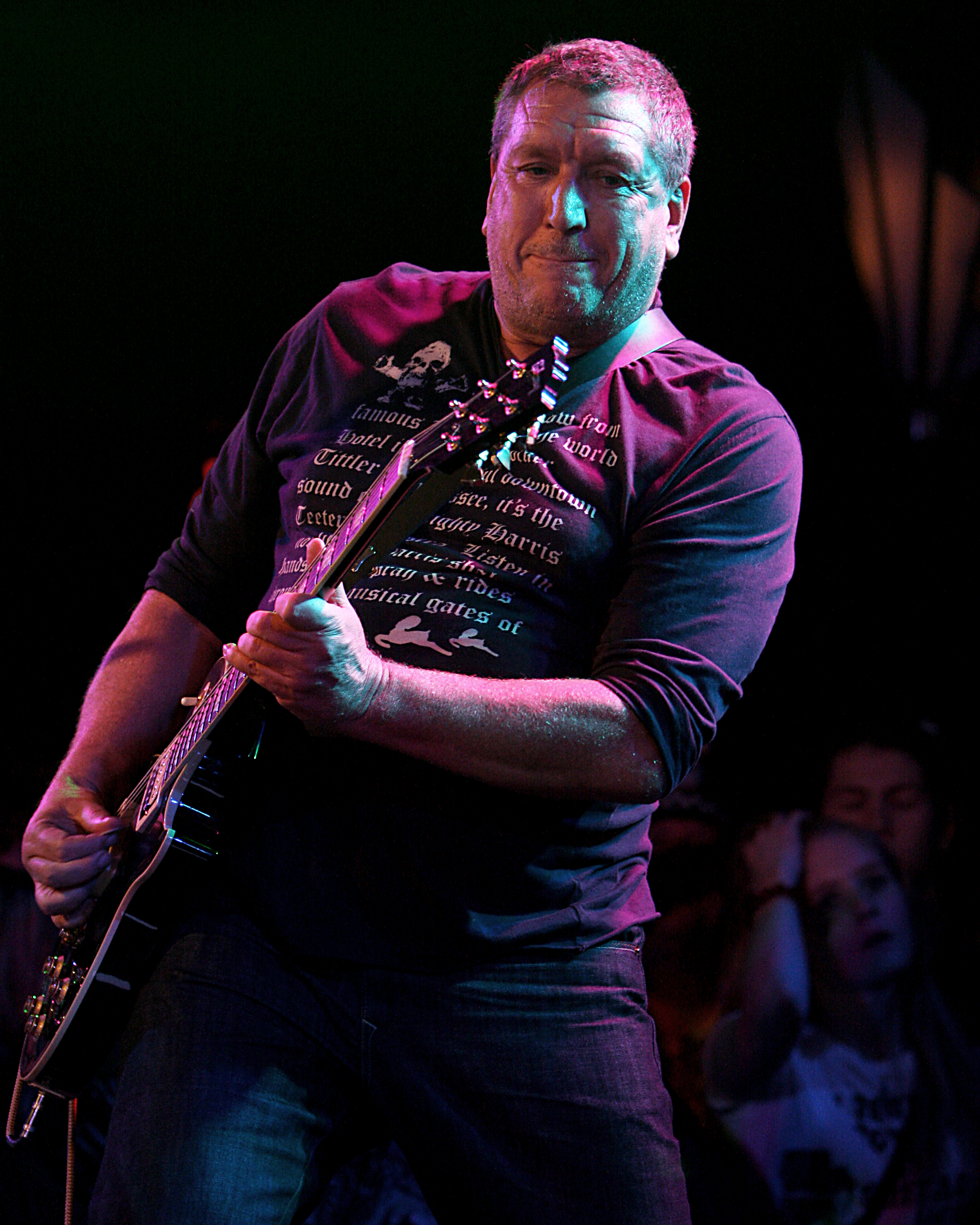
Steve Jones 2008

Stephen Phillip "Steve" Jones, född 3 september 1955 i Hammersmith i London, är en brittisk gitarrist och sångare. Han var gitarrist och låtskrivare i punkbandet Sex Pistols. 
Jones har även spelat med bland andra Thin Lizzy, Joan Jett, Paul Cook, Bob Dylan och Iggy Pop.